# Xinhuang (köpinghuvudort i Kina, Jiangsu Sheng, lat 32,37, long 118,94)
Xinhuang (kinesiska: 新篁, 新篁镇) är en köpinghuvudort i Kina. Den ligger i provinsen Jiangsu, i den östra delen av landet, omkring 37 kilometer norr om provinshuvudstaden Nanjing. Antalet invånare är 23 254. Befolkningen består av 11 632 kvinnor och 11 622 män. Barn under 15 år utgör 11,0 %, vuxna 15-64 år 76 %, och äldre över 65 år 12,0 %.
Runt Xinhuang är det tätbefolkat, med 476 invånare per kvadratkilometer. Närmaste större samhälle är Ma'an, 11,3 km väster om Xinhuang. Trakten runt Xinhuang består till största delen av jordbruksmark.
Genomsnittlig årsnederbörd är 1 291 millimeter. Den regnigaste månaden är juli, med i genomsnitt 289 mm nederbörd, och den torraste är december, med 32 mm nederbörd.